# Italia en la Eurocopa 2004
La Selección de fútbol de Italia fue uno de los 16 equipos participantes en la Eurocopa 2004, que se llevó a cabo entre el 12 de junio y el 4 de julio en Portugal.

## Clasificación
| Equipo              | Pts | PJ | PG | PE | PP | GF | GC | Dif |
| ------------------- | --- | -- | -- | -- | -- | -- | -- | --- |
| Italia              | 17  | 8  | 5  | 2  | 1  | 17 | 4  | 13  |
| Gales               | 13  | 8  | 4  | 1  | 3  | 13 | 10 | 3   |
| Serbia y Montenegro | 12  | 8  | 3  | 3  | 2  | 11 | 10 | 1   |
| Finlandia           | 10  | 8  | 3  | 1  | 4  | 9  | 10 | -1  |
| Azerbaiyán          | 4   | 8  | 1  | 1  | 6  | 5  | 20 | -5  |

| Fecha                    | Lugar           |                     |                                | Resultado |                                |                     |
| ------------------------ | --------------- | ------------------- | ------------------------------ | --------- | ------------------------------ | ------------------- |
| 7 de septiembre de 2002  | Baku            | Azerbaiyán          | Bandera de Azerbaiyán          | 0:2 (0:1) | Bandera de Italia              | Italia              |
| 12 de octubre de 2002    | Nápoles         | Italia              | Bandera de Italia              | 1:1 (1:1) | Bandera de Serbia y Montenegro | Serbia y Montenegro |
| 16 de octubre de 2002    | Cardiff         | Gales               | Bandera de Gales               | 2:1 (1:1) | Bandera de Italia              | Italia              |
| 29 de marzo de 2003      | Palermo         | Italia              | Bandera de Italia              | 2:0 (2:0) | Bandera de Finlandia           | Finlandia           |
| 11 de junio de 2003      | Helsinki        | Finlandia           | Bandera de Finlandia           | 0:2 (0:1) | Bandera de Italia              | Italia              |
| 6 de septiembre de 2003  | Milan           | Italia              | Bandera de Italia              | 4:0 (0:0) | Bandera de Gales               | Gales               |
| 10 de septiembre de 2003 | Belgrado        | Serbia y Montenegro | Bandera de Serbia y Montenegro | 1:1 (0:1) | Bandera de Italia              | Italia              |
| 11 de octubre de 2003    | Reggio Calabria | Italia              | Bandera de Italia              | 4:0 (2:0) | Bandera de Azerbaiyán          | Azerbaiyán          |

## Jugadores
| #  | Nombre               | Posición      | Club              |
| -- | -------------------- | ------------- | ----------------- |
| 1  | Gianluigi Buffon     | Portero       | Juventus FC       |
| 2  | Christian Panucci    | Defensa       | AS Roma           |
| 3  | Massimo Oddo         | Defensa       | SS Lazio          |
| 4  | Cristiano Zanetti    | Mediocampista | FC Internazionale |
| 5  | Fabio Cannavaro      | Defensa       | FC Internazionale |
| 6  | Matteo Ferrari       | Defensa       | Parma FC          |
| 7  | Alessandro Del Piero | Delantero     | Juventus FC       |
| 8  | Gennaro Gattuso      | Mediocampista | AC Milan          |
| 9  | Christian Vieri      | Delantero     | FC Internazionale |
| 10 | Francesco Totti      | Delantero     | AS Roma           |
| 11 | Bernardo Corradi     | Delantero     | SS Lazio          |
| 12 | Francesco Toldo      | Portero       | FC Internazionale |
| 13 | Alessandro Nesta     | Defensa       | AC Milan          |
| 14 | Stefano Fiore        | Mediocampista | SS Lazio          |
| 15 | Giuseppe Favalli     | Defensa       | SS Lazio          |
| 16 | Mauro Camoranesi     | Mediocampista | Juventus FC       |
| 17 | Marco Di Vaio        | Delantero     | Juventus FC       |
| 18 | Antonio Cassano      | Delantero     | AS Roma           |
| 19 | Gianluca Zambrotta   | Defensa       | Juventus FC       |
| 20 | Simone Perrotta      | Mediocampista | AC Chievo         |
| 21 | Andrea Pirlo         | Mediocampista | AC Milan          |
| 22 | Angelo Peruzzi       | Portero       | SS Lazio          |
| 23 | Marco Materazzi      | Defensa       | FC Internazionale |
| DT | Giovanni Trapattoni  |               |                   |

## Participación

### Grupo C
| Selección | Pts | PJ | PG | PE | PP | GF | GC | Dif |
| --------- | --- | -- | -- | -- | -- | -- | -- | --- |
| Suecia    | 5   | 3  | 1  | 2  | 0  | 8  | 3  | 5   |
| Dinamarca | 5   | 3  | 1  | 2  | 0  | 4  | 2  | 2   |
| Italia    | 5   | 3  | 1  | 2  | 0  | 3  | 2  | 1   |
| Bulgaria  | 0   | 3  | 0  | 0  | 3  | 1  | 9  | −8  |

| 14 de junio de 2004, 17:00 | Dinamarca | 0:0 | Italia | Estadio Dom Afonso Henriques, Guimarães                            |  |
|                            |           |     |        | Asistencia: 29 595 espectadores Árbitro(s): Manuel Mejuto González |  |

| 18 de junio de 2004, 19:45 | Italia      | 1:1 (1:0) | Suecia          | Estádio do Dragão, Oporto                             |                                                       |
|                            | Cassano 37' |           | Ibrahimović 85' | Asistencia: 44 926 espectadores Árbitro(s): Urs Meier | Asistencia: 44 926 espectadores Árbitro(s): Urs Meier |

| 22 de junio de 2004, 19:45 | Italia                       | 2:1 (0:1) | Bulgaria          | Estadio Dom Afonso Henriques, Guimarães                     |                                                             |
|                            | Perrotta 48' · Cassano 90+4' |           | Petrov 45' (pen.) | Asistencia: 16 002 espectadores Árbitro(s): Valentin Ivanov | Asistencia: 16 002 espectadores Árbitro(s): Valentin Ivanov |

## Estadísticas

### Posiciones

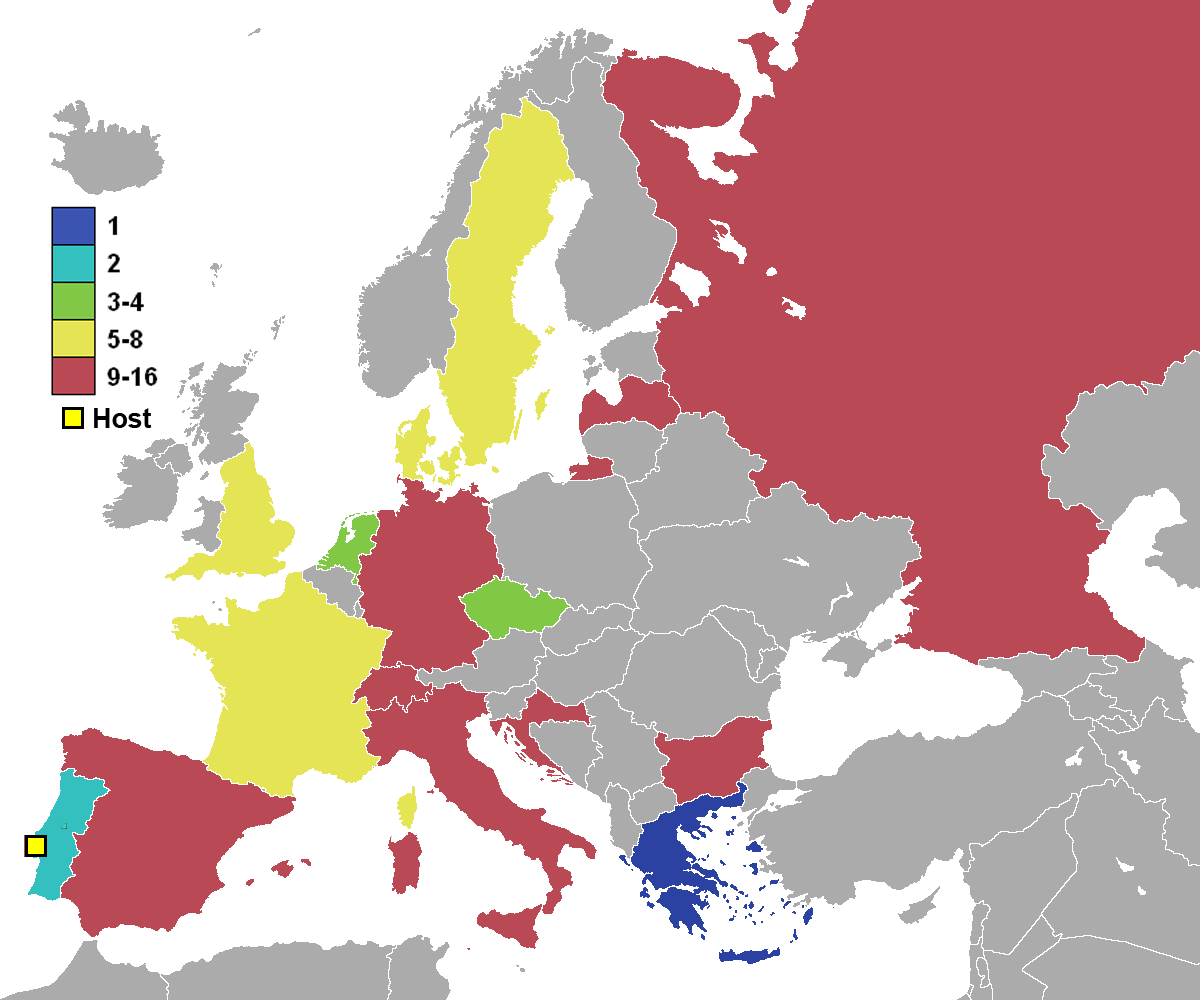
Mapa según los resultados de la Eurocopa 2004.

#### Clasificación general
| Equipo | Equipo          | Pts | PJ | PG | PE | PP | GF | GC | Dif | Rend   |
| ------ | --------------- | --- | -- | -- | -- | -- | -- | -- | --- | ------ |
| 1      | Grecia          | 13  | 6  | 4  | 1  | 1  | 7  | 4  | 3   | 72.22% |
| 2      | Portugal        | 10  | 6  | 3  | 1  | 2  | 8  | 6  | 2   | 55.56% |
| 3      | República Checa | 12  | 5  | 4  | 0  | 1  | 10 | 5  | 5   | 80%    |
| 4      | Países Bajos    | 5   | 5  | 1  | 2  | 2  | 7  | 6  | 1   | 33.33% |
| 5      | Inglaterra      | 7   | 4  | 2  | 1  | 1  | 10 | 6  | 4   | 58.33% |
| 6      | Francia         | 7   | 4  | 2  | 1  | 1  | 7  | 5  | 2   | 58.33% |
| 7      | Suecia          | 6   | 4  | 1  | 3  | 0  | 8  | 3  | 5   | 50%    |
| 8      | Dinamarca       | 5   | 4  | 1  | 2  | 1  | 4  | 5  | −1  | 41.67% |
| 9      | Italia          | 5   | 3  | 1  | 2  | 0  | 3  | 2  | 1   | 55.56% |
| 10     | España          | 4   | 3  | 1  | 1  | 1  | 2  | 2  | 0   | 44.44% |
| 11     | Rusia           | 3   | 3  | 1  | 0  | 2  | 2  | 4  | −2  | 33.33% |
| 12     | Alemania        | 2   | 3  | 0  | 2  | 1  | 2  | 3  | −1  | 22.22% |
| 13     | Croacia         | 2   | 3  | 0  | 2  | 1  | 4  | 6  | −2  | 22.22% |
| 14     | Letonia         | 1   | 3  | 0  | 1  | 2  | 1  | 5  | −4  | 11.11% |
| 15     | Suiza           | 1   | 3  | 0  | 1  | 2  | 1  | 6  | −5  | 11.11% |
| 16     | Bulgaria        | 0   | 3  | 0  | 0  | 3  | 1  | 9  | −8  | 0%     |

### Goleadores
| Jugador         | Goles | PJ | Minuto |
| --------------- | ----- | -- | ------ |
| Antonio Cassano | 2     | 3  | 185'   |
| Simone Perrotta | 1     | 3  | 360'   |